# Mantem I
Mantem I est un village de la Région du Littoral au Cameroun, situé dans la commune de Manjo, sur le site Communes et villes unies du Cameroun (CVUC).

## Population et développement
En 1967, la population de Mantem I était de 732 habitants, essentiellement des Manehas et des Bamiléké. Elle était de 488 lors du recensement de 2005.